# Oranje oesterzwam
De oranje oesterzwam (Phyllotopsis nidulans) is een schimmel behorend tot de familie Phyllotopsidaceae en de typesoort van het geslacht Phyllotopsis. De zwam is wijd verspreid in gematigde streken van het noordelijk halfrond en leeft saprotroof op rottend hout. 

## Kenmerken

### Uiterlijke kenmerken
Vruchtlichaam
Het vruchtlichaam bestaat uit een waaiervormige, lichtoranje pluizige hoed met een diameter tot 8 cm die afzonderlijk of in overlappende groepen groeit. De hoed is lichtgeel als het droog is en oranjegeel als het nat is, heeft een vilten of fluweelachtig oppervlak en een gevouwen vilten rand, en aan de onderkant diep oranje tot roestgele lamellen.
Steel
De steel is erg kort of afwezig.
Geur en smaak
Het vruchtvlees is niet giftig, maar heeft een zwavelachtige geur die lijkt op rotte kool of rotte eieren.
Sporenprint
De sporenprint is roze.

### Microscopische kenmerken
De gladde, elliptische, langwerpig, worstvormige tot cilindrische basidiosporen zijn 5-7 µm lang en 2-3 µm breed. In de hyfen zijn gespen aanwezig.

## Verspreiding
Het verspreidingsgebied omvat gematigde streken op het noordelijk halfrond. In Noord-Amerika komt de soort voor van Alaska tot in het bergland van Costa Rica; in Azië onder meer in Korea. In Nederland is de soort vrij algemeen.

## Naamgeving
In 1798 publiceerde Christian Hendrik Persoon de wetenschappelijke naam als Agaricus nidulans. De soortaanduiding nidulans betekent "gedeeltelijk ingekapseld" of "liggend in een holte".